# Жозе Сарамаго
Жозе де Соза Сарамаго (порт. José de Sousa Saramago; Азињага, 16. новембар 1922 — Тијаз, 18. јун 2010), био је португалски књижевник, добитник Нобелове награде за књижевност за 1998. годину. Његова дела, од којих се нека могу видети као алегорија, обично представљају субверзивне перспективе историјских догађаја, наглашавајући теопоетски људски фактор. Харолд Блум је 2003. године описао Сарамага као „најдаровитијег новинара на свету данас”, а 2010. године рекао је да сматра Сарамага „сталним делом западног канона”, док је Џејмс Вуд хвалио „особени тон његове фикције јер приповиједа своје романе као да је неко мудар и незналица”.

## Биографија
Рођен је у сиромашној сељачкој породици. Тешка материјална ситуација га принуђује да промени низ занимања, да би се тек 1976. године посветио искључиво књижевности. Сарамаго се сматра највећим португалским и једним од најутицајнијих светских писаца данашњице. Његова дела преведена су на преко тридесет језика. Завршио је машинбраварски занат у Средњој техничкој школи у Лисабону, где се његова породица преселила кад је Сарамагу било две године. У тој школи је, „за дивно чудо, у наставном плану у то време, иако оријентисаном на техничке науке, био поред француског и предмет португалски језик и књижевност. Пошто код куће нисам имао књига (сопствене књиге, које сам сâм купио, од пара које сам позајмио од пријатеља, стекао сам тек у својој 19. години), уџбеник португалског језика, са својим антологијским карактером, отворио ми је врата књижевног стваралаштва“ (Аутобиографија). Радио је као ауто-механичар, референт у Заводу за социјално осигурање, новинар, преводилац, књижевни критичар, колумниста и уредник у више португалских дневних листова. Као заменик директора јутарњег дневника Diário de Notícias смењен је после војног пуча 1975. и отад се потпуно посветио књижевности.
Оженио се Илдом Реиш 1944, с којом је добио кћер Виоланте 1947. Од 1988. до смрти живео је са другом женом, Пилар дел Рио, шпанском новинарком која је била и званични преводилац његових дела на шпански језик.
Приступио је од Португалије комунистичкој партији 1969. али је себе сматрао песимистом и атеистом. Сарамагов анархокомунизам и оштра критика монархизма и католицизма, као и његов политички ангажман, критика Европске уније и Међународног монетарног фонда, подстакли су неке критичаре да га упореде са Орвелом: „Орвелова одбојност према Британској империји истоветна је са Сарамаговим крсташким ратом против империје у виду глобализма.“
После напада на његов роман Јеванђеље по Исусу Христу и цензуре португалских конзервативних власти 1991. године, које су спречиле пишчеву кандидатуру за Европску књижевну награду, преселио се на шпанска Канарска острва, где је умро 2010. године од последица упале плућа.
Добио је Камоишову награду, најпрестижнију награду за писце португалског књижевног израза, 1995. године, и Нобелову награду за књижевност 1998. године.
Његова супруга Пилар дел Рио, председница Задужбине Жозеа Сарамага у Лисабону, посетила је Сајам књига у Београду 2013. године.

## Књижевни рад
Свој први роман Земља греха објавио је 1947. Године 1953. понудио је једном лисабонском издавачу свој нови роман Стаклена купола (порт. Claraboia), али издавач није одговорио наредних 40 година. После тога, до 1966, није присутан на португалској књижевној сцени. Од 1955. до 1981. бавио се новинарством и превођењем (Пер Лагерквист, Жан Касу, Мопасан, Андре Бонар, Толстој, Шарл Бодлер, Анри Фосијон, Жак Ромен, Хегел, Рејмонд Бајер и др.). Као уредник у једној лисабонској издавачкој кући, упознао је и спријатељио се са најзначајнијом савременим португалским писцима тога доба, па је објављивање збирке Могуће песме 1966. означило његов повратак у књижевност. Отад следе бројне његове збирке песама, романи, збирке прича, критике и политички ангажовани текстови које је објављивао код најзначајнијих издавача и у познатим португалским књижевним и дневним новинама: Вероватно радост (песме, 1970), Приче с овог и с оног света (1971), Путничка торба (приче, 1973), Година 1973 (поема, 1973), Белешке (политички чланци, 1974), Гледишта изнесена у ДЛ (политичке полемике против диктатуре, 1974), Квазиобјекат (збирка прича, 1978), Путовање кроз Португалију (путопис, 1981), Мале успомене (мемоари, 2006) и романи Приручник о сликању и писању (1977), Столеће у Алентежу (1980), Седам Сунаца и Седам Луна (1982), Година смрти Рикарда Реиша (1984), Камени сплав (1986), Повест о опсади Лисабона (1989), Јеванђеље по Исусу Христу (1991), Слепило (1995), Сва имена (1997), Пећина (2000), Удвојени човек (2003), Запис о проницљивости (2004), Смрт и њени хирови (2005), Путовање једног слона (2008) и Каин (2009). Написао је и драме Ноћ (1979), Шта да радим са овом књигом? (1980), Други живот Фрање Асишког (1987) и In Nomine Dei (1991). Постхумно су објављени његов рани роман Стаклена купола и почетак последњег романа Хелебарде, хелебарде, кремењаче, кремењаче, који није стигао да заврши.

## Дела у преводу на српски
| Наслов                                         | Година    | Наслов на српском                                             | Година | ISBN                 | Превод                         |
| ---------------------------------------------- | --------- | ------------------------------------------------------------- | ------ | -------------------- | ------------------------------ |
| Deste Mundo e do Outro                         | 1971      | Приче с овог и с оног света                                   | 2013   | 978-86-521-1343-9    | Јасмина Нешковић               |
| Manual de Pintura e Caligrafia                 | 1977      | Приручник о сликању и писању                                  | 2020   | 978-86-521-3510-3    | Јасмина Нешковић и Јован Татић |
| Levantado do Chão                              | 1980      | Столеће у Алентежу                                            | 2016   | 978-86-521-2488-6    | Татјана Манојловић             |
| Memorial do Convento                           | 1982      | Седам Сунаца и Седам Луна                                     | 2013   | 978-86-521-1216-6    | Дејан Тиаго-Станковић          |
| Viagem a Portugal                              | 1983      | Путовање кроз Португалију                                     | 2012   | 978-86-521-0836-7    | Тања Штрбац                    |
| O Ano da Morte de Ricardo Reis                 | 1984      | Година смрти Рикарда Реиша                                    | 2013   | 978-86-521-1297-5    | Јасмина Нешковић               |
| A Jangada de Pedra                             | 1986      | Камени сплав                                                  | 2017   | 978-86-521-2763-4    | Ана Кузмановић Јовановић       |
| História do Cerco de Lisboa                    | 1989      | Повест о опсади Лисабона                                      | 2018   | 978-86-521-2934-8    | Татјана Манојловић             |
| O Evangelho Segundo Jesus Cristo               | 1991      | Јеванђеље по Исусу Христу                                     | 2012   | 978-86-521-0868-8    | Дејан Тиаго-Станковић          |
| Ensaio sobre a Cegueira                        | 1995      | Слепило                                                       | 2014   | 978-86-521-1572-3    | Дејан Тиаго-Станковић          |
| Todos os Nomes                                 | 1997      | Сва имена                                                     | 2013   | . 978-86-521-1029-2. | Ана Кузмановић Јовановић       |
| A Caverna                                      | 2000      | Пећина                                                        | 2016   | . 978-86-521-2432-9. | Јасмина Нешковић и Јован Татић |
| O Homem Duplicado                              | 2002      | Удвојени човек                                                | 2015   | . 978-86-521-2099-4. | Ана Кузмановић Јовановић       |
| Ensaio sobre a Lucidez                         | 2004      | Запис о проницљивости                                         | 2015   | . 978-86-521-1938-7. | Татјана Манојловић             |
| As Intermitências da Morte                     | 2005      | Смрт и њени хирови                                            | 2011   | . 978-86-521-0841-1. | Тања Штрбац                    |
| As Pequenas Memórias                           | 2006      | Мале успомене                                                 | 2017   | . 978-86-521-2644-6. | Јасмина Нешковић и Јован Татић |
| A Viagem do Elefante                           | 2008      | Путовање једног слона                                         | 2012   | . 978-86-521-1032-2. | Јасмина Нешковић               |
| Caim                                           | 2009      | Каин                                                          | 2015   | . 978-86-521-1766-6. | Јасмина Нешковић               |
| O Caderno и O Caderno 2                        | 2009–2010 | Бележнице                                                     | 2021   | . 978-86-521-4108-1. | Јасмина Нешковић и Јован Татић |
| Claraboia                                      | 2011      | Стаклена купола                                               | 2018   | . 978-86-521-2934-8. | Јасмина Нешковић и Јован Татић |
| A estátua e a pedra                            | 2013      | У првом лицу (Аутобиографија, Из дневника, Од кипа до камена) | 2013   | 978-86-521-1306-4    | Јасмина Нешковић               |
| Alabardas, Alabardas, Espingardas, Espingardas | 2014      | Хелебарде, хелебарде, кремењаче, кремењаче                    | 2014   | 978-86-521-1683-6    | Јасмина Нешковић               |